# Neoclastobasis
Neoclastobasis är ett släkte av tvåvingar som beskrevs av Ostroverkhova 1970. Neoclastobasis ingår i familjen svampmyggor.
Kladogram enligt Catalogue of Life och Dyntaxa:
| Neoclastobasis | \| \| Neoclastobasis draskovitsae \| \| \| \| \| \| Neoclastobasis sibirica \| \| \| \| |
|                | \| \| Neoclastobasis draskovitsae \| \| \| \| \| \| Neoclastobasis sibirica \| \| \| \| |
|                | Neoclastobasis draskovitsae                                                             |
|                |                                                                                         |
|                | Neoclastobasis sibirica                                                                 |
|                |                                                                                         |